# حلقه‌های کابوت

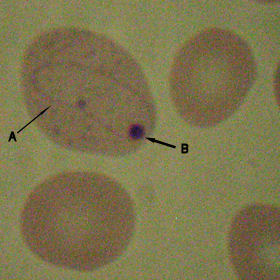
A – حلقه کابوت B – اجسام هاول ژولی

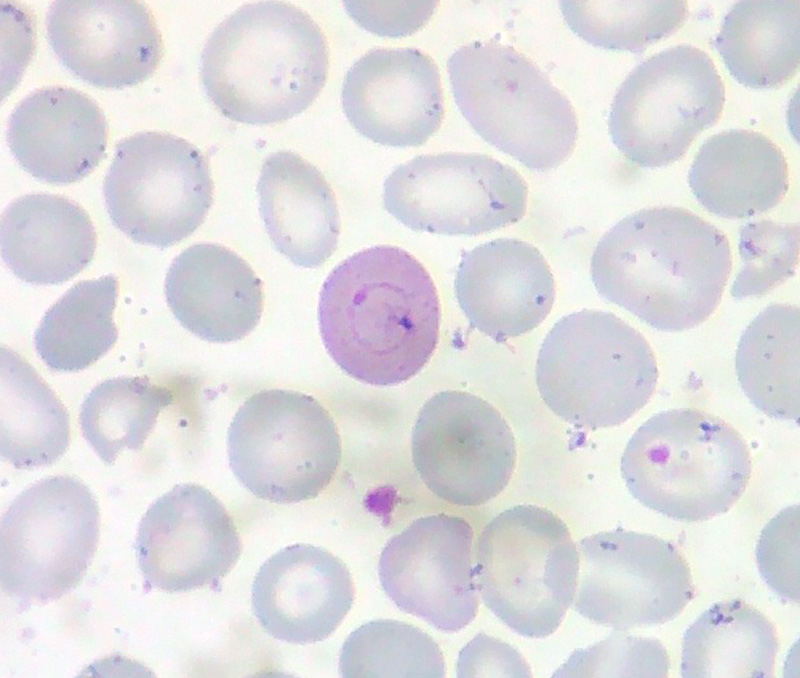
حلقه کابوت

حلقه‌های کابوت (انگلیسی: Cabot rings) رشته‌های نازک نخ‌مانند با رنگ قرمز مایل به بنفش به شکل حلقه یا شکل 8 انگلیسی هستند که در موارد نادر در گلبول‌های قرمز خون یافت می‌شوند. اعتقاد بر این است که حلقه‌های کابوت میکروتوبول‌هایی هستند که بقایای یک دوک تقسیم میتوزی هستند و وجود آنها نشان‌دهنده نوعی ناهنجاری در تولید گلبول‌های قرمز خون است. حلقه‌های کابوت، یافته‌های بسیار نادری هستند که در صورت وجود، در سیتوپلاسم گلبول‌های قرمز خون دیده می‌شوند و در بیشتر موارد به دلیل ناهنجاری تولید گلبول قرمز ایجاد می‌شوند و در حالت عادی در گردش خون یافت نمی‌شوند.
حلقه‌های کابوت در موارد انگشت‌شماری از بیماران مبتلا به کم‌خونی پرنیشیوز، مسمومیت با سرب و برخی دیگر از اختلالات تولید گلبول‌های قرمز خون (اریتروپوئز) مشاهده شده است.
حلقه‌های کابوت را نخستین بار پزشک آمریکایی ریچارد کلارک کابوت در سال ۱۹۰۳ توصیف کرد.

## بیشتر بخوانید
- Kass, L (July 1975). "Origin and composition of Cabot rings in pernicious anemia". American Journal of Clinical Pathology. 64 (1): 53–7. doi:10.1093/ajcp/64.1.53. PMID 1155375.